# Обаршија-Камп (Мехединци)
Обаршија-Камп (рум. Obârşia-Câmp) насеље је у Румунији у округу Мехединци. Oпштина се налази на надморској висини од 93 m.

## Становништво
Према подацима из 2011. године у насељу је живело 2147 становника.